# Sân bay H. Hasan Aroeboesman
Sân bay H. Hasan Aroeboesman (IATA: ENE, ICAO: WATE), cũng gọi là Sân bay Ende hoặc Sân bay Isi, là một sân bay ở Ende trên đảo Flores của tỉnh Đông Nusa Tenggara thuộc Indonesia. Sân bay này có 1 đường băng dài 1.658 m bề mặt nhựa đường.

## Các hãng hàng không và các điểm đến
- Merpati Nusantara Airlines (Kupang)
- Pelita Air Service (Kupang)